# Botrytis cinerea
Botrytis cinerea (Pers., 1794) è un fungo della famiglia Sclerotiniaceae, parassita che attacca moltissime specie vegetali, anche se fra i diversi ospiti quello economicamente più rilevante è la vite (in particolare aggredisce i grappoli d'uva), seguito da praticamente tutti gli altri frutti.
In viticoltura è comunemente nota come marciume grigio o muffa grigia, mentre solo in certi e rari casi si parla di marciume nobile. La stessa può anche provocare allergie.
Il nome è composto dal greco βότρυς (grappolo) e dal latino cinerea (fatta di cenere), che si riferisce al colore grigio cenere assunto dall'uva a causa della sporata di questa specie.

## Descrizione della specie
La B. cinerea si caratterizza per l'elevato numero di conidi ialini (spore asessuali) ubicate sui "conidiofori", strutture ramificate simili ad un "albero".

Il fungo inoltre produce, nelle colture più vecchie, degli sclerozi molto resistenti che adopera come strutture di difesa; lo stesso trascorre l'inverno come sclerozio oppure come micelio vero e proprio; in ambedue i casi in primavera germina e produce i conidiofori.
I conidi vengono dispersi dal vento e dall'acqua piovana e provocano nuove infezioni.
In questa specie è stata osservata una notevole variabilità genetica in termini di poliploidia.
In questa specie fungina la "fase sessuale" è stata osservata solo in casi molto rari e si caratterizza per la presenza di sclerozi. La forma sessuata non è necessaria al ciclo del patogeno che spesso sverna come micelio quiescente nelle gemme o in altri anfratti. La forma ascofora (sessuata) è Botryotinia fuckeliana (De Bary) Whetzel.
Gliocladium roseum (sin. Clonostachys rosea) è un fungo parassita di Botrytis cinerea.

## Viticoltura
Il fungo provoca due differenti tipi d'infezione sull'uva:
- marciume grigio: si verifica per lo più in corrispondenza della maturazione e richiede una costante elevata umidità atmosferica. Secondo Broome, sono necessarie almeno 4 ore di bagnatura fogliare, mentre per umidità ridotta (UR>60%) sono necessari almeno 2 giorni in base alle temperature. Sono possibile comunque attacchi ad altri organi come peduncoli, infiorescenze e germogli.[2] Significativo il rapporto saprofitario che può avvenire a carico dei sepali che distaccatesi dopo la fioritura possono essere un substrato per lo sviluppo del patogeno, aumentando quindi la carica di inoculo.
- marciume nobile: si verifica quando, in condizioni generali di clima più caldo e secco, si alternano condizioni umide per effetto della deposizione della rugiada mattutina o di episodi piovosi che innalzano il grado di umidità e favoriscono una diffusione limitata del fungo che aumenta, per l'appassimento, il grado zuccherino dell'uva senza danneggiarla eccessivamente. La combinazione di eventi, favorita da una maggiore resistenza specifica al fungo di alcune varietà di uva, può produrre dei vini liquorosi e dolci e la Botrytis cinerea diviene, in questo caso, una vera e propria "muffa nobile"; la stessa può fare la sua comparsa sia sulle uve in via di appassimento che su quelle lasciate a seccare. Con queste uve viene prodotto un passito generalmente bianco, con sapore aromatico caratteristico ma anche dolce, dato che il vino è fatto con uva passa.

La muffa si nutre degli zuccheri dell'uva, quindi i vini passiti muffati sono un po' meno dolci dei vini passiti normali, a parità di condizioni atmosferiche e tempo di appassimento.

### Diffusione della malattia

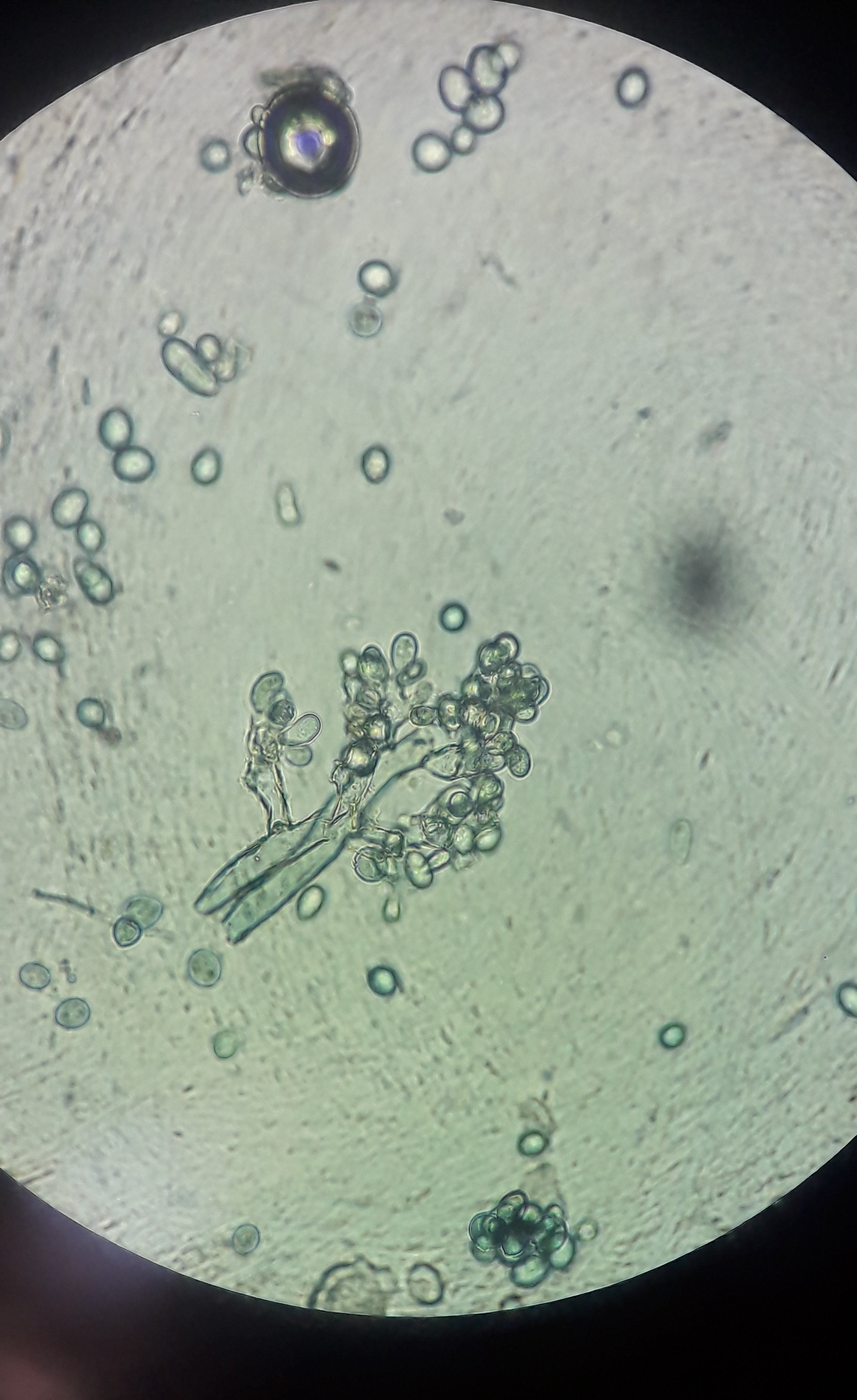
Conidioforo di Botrite

Attualmente è la malattia che provoca i danni più ingenti nei vigneti di tutto il mondo. Nel 2006 in Sardegna si è verificato un violentissimo attacco di Botrytis negli agrumeti. L'infezione si è diffusa in maniera particolarmente virulenta, anche per via dell'impreparazione degli agrumicoltori, non adusi a fenomeni del genere. In effetti, l'evento è stato provocato dalle condizioni climatiche del tutto anomale rispetto alla statistica degli accadimenti degli ultimi trent'anni.

B. cinerea si sviluppa con grande rapidità nel periodo della maturazione delle uve e provoca un forte deprezzamento del raccolto.

### Lotta
Per la lotta si ricorre all'uso di antibotritici (come ad esempio i dicarbossimici Pyrimethanil e Ciprodinil o gli ftalmidici Folpet e Captano o Bacillus subtilis) ma si può anche effettuare la lotta agli agenti che causano spaccature o ferite agli acini.
Il patogeno si adatta con grande facilità ai fungicidi e pertanto la lotta microbiologica diventa molto meno dispendiosa e più efficace.